# میز (فیلم)

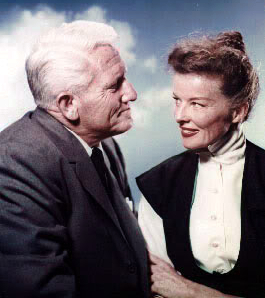

میز (به انگلیسی: Desk Set) فیلمی ۱۰۳ دقیقه‌ای به کارگردانی والتر لنگ با بازی کاترین هپبورن محصول کشور بریتانیا است.